# Das Haus der geheimnisvollen Uhren (Film)
Das Haus der geheimnisvollen Uhren (Originaltitel The House with a Clock in Its Walls, engl. für „Das Haus mit einer Uhr in seinen Wänden“) ist eine Fantasy-Komödie von Eli Roth, der am 20. September 2018 in die deutschen und am darauffolgenden Tag in die US-amerikanischen Kinos kam. Der Film basiert auf einem gleichnamigen Schauerroman von John Bellairs.

## Handlung
Im Jahr 1955, nachdem seine Eltern bei einem Autounfall ums Leben gekommen sind, zieht der zehnjährige Lewis Barnavelt zu seinem Onkel Jonathan nach New Zebedee, Michigan. Alles, was ihm von seinen Eltern geblieben ist, ist ein Magic 8 Ball, den sie ihm geschenkt hatten, und ein Familienfoto. Als er sein neues Zuhause betritt, trifft er auf Jonathans Nachbarin und beste Freundin, Florence Zimmerman.
In der Nacht wird Lewis stutzig, als er ein tickendes Geräusch in den Wänden hört. Lewis beginnt das Haus zu erkunden und stößt auf Jonathan, der eine Wand mit einer Axt zerschlägt. Erschrocken rennt er weg und stößt auf mehrere Haushaltsgegenstände, die zum Leben erwachen. Jonathan gesteht, dass er ein Hexenmeister ist und Florence eine Hexe. Sie kann ihre Kräfte nach einem traumatischen Verlust nur noch eingeschränkt nutzen. Die Vorbesitzer des Hauses waren ein finsterer Hexenmeister namens Isaac Izard (ein ehemaliger Freund Jonathans, der im Zweiten Weltkrieg traumatisiert wurde) und seine ebenso böse Frau Selena. Isaac und Selena hatten offenbar eine Uhr in den Wänden des Hauses versteckt, bevor sie starben, und Jonathan hat versucht, die Uhr zu finden und ihren Zweck zu entdecken. Trotz Jonathans anfänglichen Warnungen beginnt Lewis, Magie bei ihm zu erlernen.
An seinem ersten Tag an der neuen Schule lernt Lewis den Mitschüler Tarby Corrigan kennen, mit dem er sich während Tarbys Wahlkampf zum Klassensprecher anfreundet. Nachdem Tarby die Wahl gewinnt, lässt er Lewis fallen.
Lewis’ Mutter besucht ihn im Traum. Als er beklagt, dass Tarby ihn nicht mehr als Freund ansieht, schlägt sie ihm vor, einen Zauber aus einem verbotenen Buch zu benutzen, um Tarby zu beeindrucken. In der Halloween-Nacht führt Lewis mithilfe eines altertümlichen Grimoires über Nekromantie, das in einem Schrank in der Villa seines Onkels fest verschlossen war und vor dem ihn sein Onkel eindringlich warnte, einen Geisterbeschwörungszauber auf einem Friedhof aus und beschwört dabei den Geist von Isaac, der seinen toten Körper wieder bewohnt.
Lewis entdeckt Isaac auf der anderen Straßenseite im Fenster des Hauses einer Nachbarin, Mrs. Hanchett. Daraufhin unternimmt Lewis den Versuch, seine Nachbarin vor der mutmaßlichen Gefahr zu retten, indem Lewis sie eilig über die Straße in Jonathans Haus bringt, aber bevor er Jonathan in der Villa finden kann, konfrontiert Isaac sie in der offenen Haustür stehend: Er enthüllt, dass Mrs. Hanchett in Wirklichkeit Selena ist, die Mrs. Hanchett getötet, ihren Platz eingenommen und ihre Knochen benutzt hat, um den Schlüssel für die Uhr herzustellen. Es war auch Selena, die die Gestalt von Lewis’ Mutter annahm, um ihn zu überreden, Isaac zu rufen. Isaac erklärt, dass die Baupläne der versteckten Uhr von dem Dämon Azazel stammen, der sie Isaac gegeben hatte, als er im Schwarzwald Erleichterung von den Schreckensvisionen suchte, die er während des Krieges gesehen hatte. Die Uhr wird die Zeit zurückdrehen, so dass die Menschheit nie existiert hat und die Schrecken, die er erlebt hat, ungeschehen machen. Jonathan, Lewis und Florence, die den Verlust ihrer zauberischen Kräfte nach dem Tod ihrer Tochter im Kampf wiedererlangt hat, werden aus dem Haus gejagt.
Mithilfe eines Zaubers mit dem Magic 8-Ball erfahren die drei, dass sich die Uhr unter dem Heizungsboiler befindet und kehren zurück. Florence zähmt eine Schlange, die den Raum bewacht, während die anderen Isaac verfolgen. Die Uhr verwandelt Jonathan in ein Baby, bis auf seinen Kopf, den er mit Spielkarten abgeschirmt hatte. Lewis konsultiert den Magic 8-Ball, auf dem „Say goodbye“ erscheint. Er erkennt, dass er den Schmerz über den Verlust seiner Eltern loslassen muss, um seine wahre Macht zu nutzen. Er stoppt die Uhr, indem er den Ball fallen lässt, der die Zahnräder der Uhr blockiert. Dann leitet Lewis Energie, die er von der Uhr kanalisiert, auf Isaac und Selena. Sie stürzen, verjüngen und werden schließlich aus dem Leben gerissen.
Lewis kehrt mit mehr Selbstvertrauen in die Schule zurück und rächt sich an Tarby und seinen Freunden, indem er auf magische Weise einen Basketball von ihren Gesichtern in den Korb prallen lässt und damit seine Mitschüler beeindruckt. Dann freundet er sich mit einem Mädchen namens Rose Rita Pottinger an, die sich in Lewis verknallt zu haben scheint. Am Ende des Schultages wird Lewis von Jonathan und Florence abgeholt; die drei leben jetzt wie eine normale Familie.

## Produktion

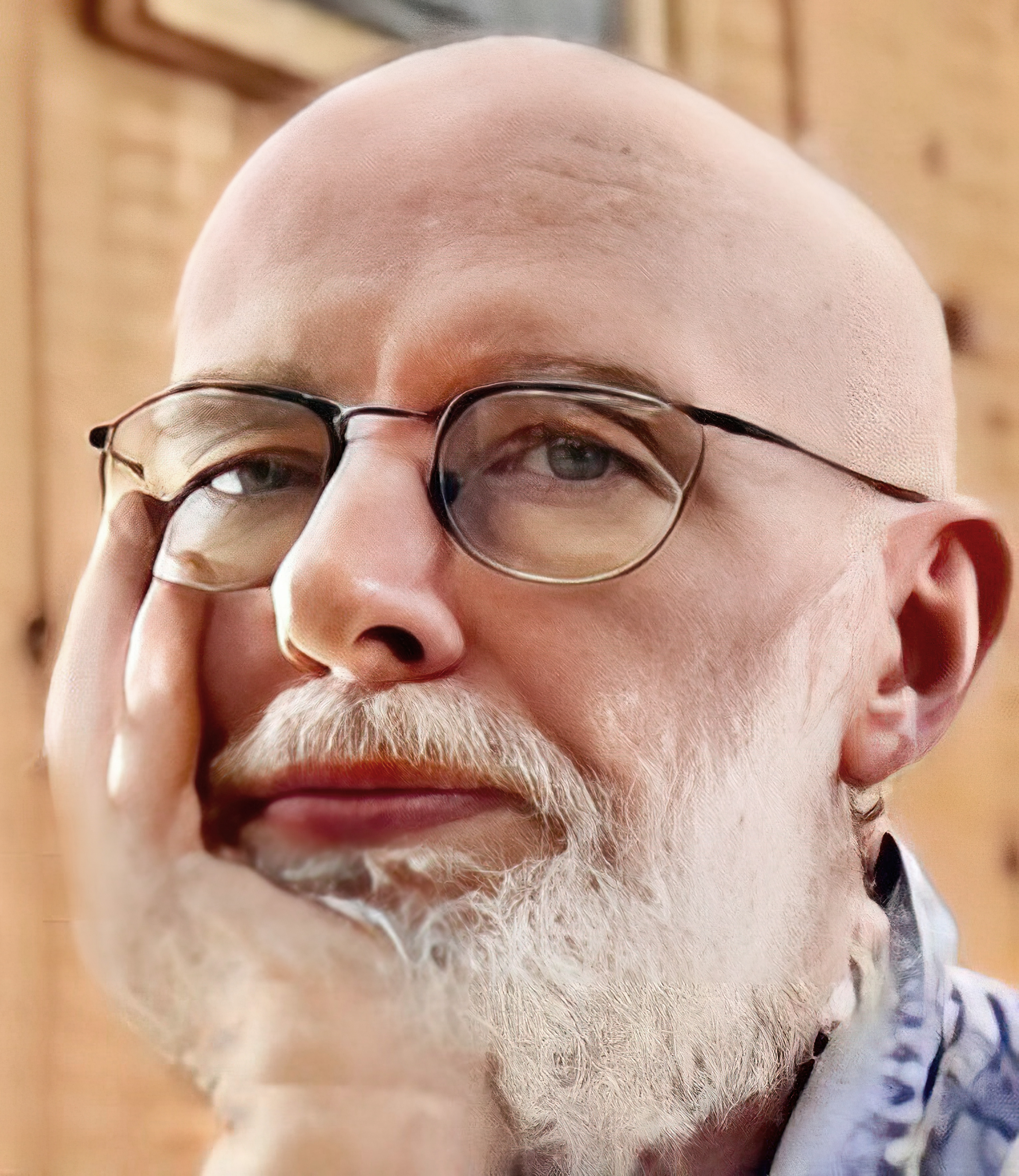
Der Illustrator Edward Gorey

Der Film basiert auf einem Schauerroman aus dem Jahr 1973, der von John Bellairs geschrieben und von Edward Gorey illustriert wurde. Darin wird die Geschichte von Lewis Barnavelt erzählt, der bei seinem Onkel Jonathan lebt und eines Tages herausfindet, dass sein Onkel und seine Nachbarin Hexer sind, die nach einer Uhr suchen, die in den Mauern von Jonathans Haus tickt. In Deutschland erschien das Buch unter dem Titel Das Geheimnis der Zauberuhr, soll aber von Heyne ebenfalls unter dem Titel Das Haus der geheimnisvollen Uhren neu veröffentlicht werden.
Regie führte Eli Roth, Eric Kripke adaptierte Bellairs’ Roman für den Film. Die Filmmusik wurde von Nathan Barr komponiert.
Jack Black spielt Jonathan Barnavelt. Der Kinderdarsteller Owen Vaccaro übernahm die Rolle des 10-jährigen Lewis Barnavelt, Jonathans Neffe. Cate Blanchett ist in der Rolle von Mrs. Florence Zimmerman zu sehen, einer Hexe, Jonathans Nachbarin und seiner besten Freundin. Kyle MacLachlan übernahm die Rolle des sinistren ursprünglichen Besitzers des Hauses, Isaac Izard. Colleen Camp spielt Mrs. Hanchett, eine verwirrte Nachbarin von Jonathan und Mrs. Zimmerman.
Die Dreharbeiten fanden in den Atlanta Metro Studios in Union City und in Newnan in Georgia statt, wo man in der East Washington Street und der Greenville Street drehte. Das dort befindliche, 1842 im Greek Revival erbaute und später im viktorianischen Stil umgebaute Parrott-Camp-Soucy House wurde für die Dreharbeiten schwarz gestrichen und von falschen Säulen und Steinen umgeben. Dort hatten bereits die Dreharbeiten zu dem Film Das wundersame Leben von Timothy Green stattgefunden. Als Kameramann fungierte Rogier Stoffers.
Ende März 2018 stellte Universal Pictures einen ersten Trailer vor. Der Film kam am 20. September 2018 in die deutschen und am darauffolgenden Tag in die US-amerikanischen Kinos. Anfang Oktober 2018 erfolgte eine Vorstellung beim Sitges Film Festival, im weiteren Verlauf des Monats beim Festa del Cinema di Roma, wo der Film im offiziellen Wettbewerb gezeigt wurde. Seine Weltpremiere feierte der Film am 16. September 2018 im TCL Chinese Theatre in Hollywood. Am 24. Mai 2020 wurde er in das Programm von Amazon Prime Video aufgenommen.

## Rezeption

### Altersfreigabe und Filmgenre

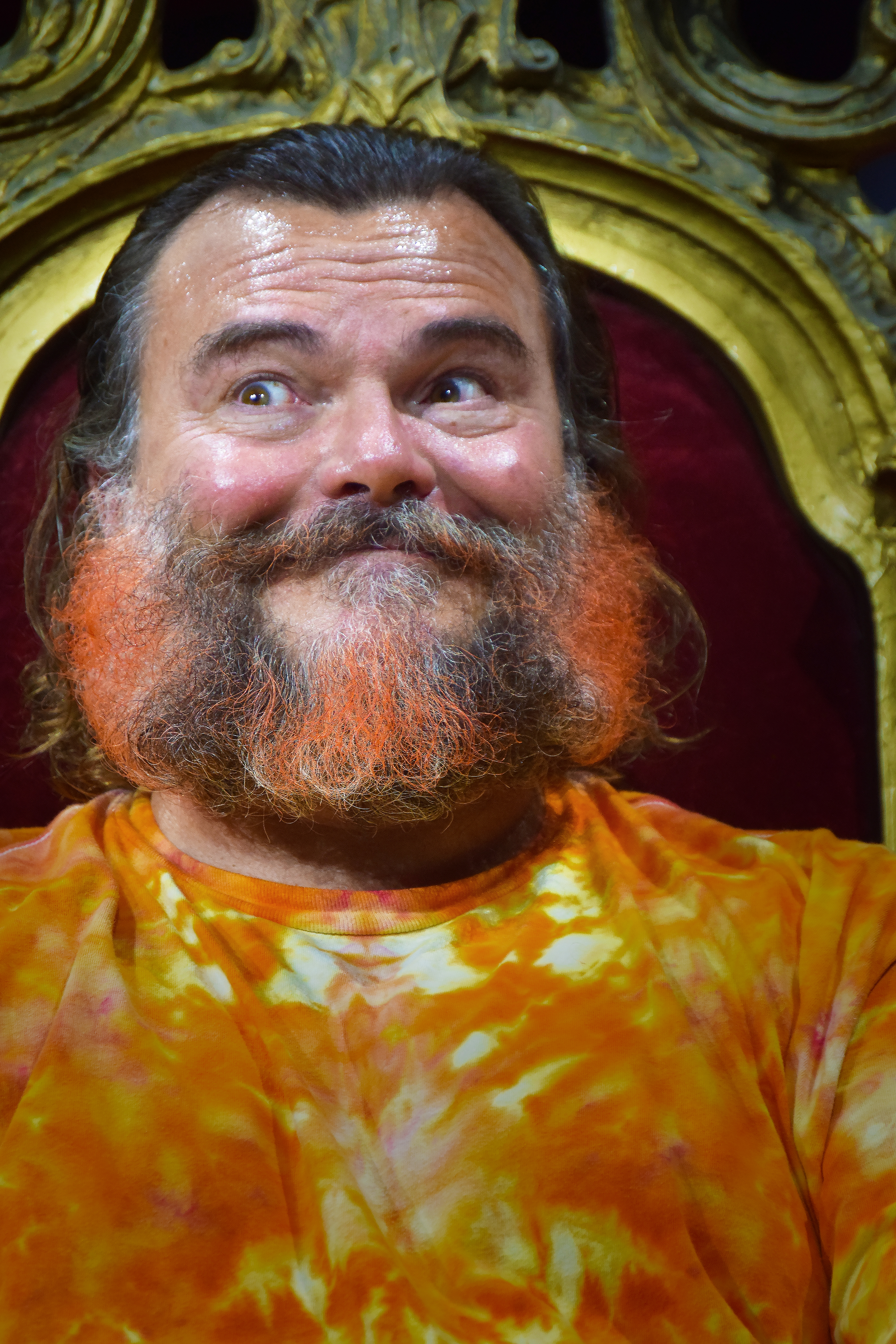
Jack Black spielt Jonathan Barnavelt

In den USA wurde der Film von der MPAA als PG eingestuft. In Deutschland wurde er von der FSK ab 6 Jahren freigegeben. In der Freigabebegründung heißt es: „Der Film weist eine klare Gut-Böse-Zeichnung auf, wobei sich der intelligente und tapfere junge Held als Identifikationsfigur eignet. Einige Gruselfilm-Elemente und bedrohliche Situationen können Kinder im Vorschulalter ängstigen, doch Grundschulkinder sind in der Lage, sich ausreichend zu distanzieren. Ihnen bieten das märchenhafte Setting, die skurrilen Figuren und der gutmütige Humor ausreichend Entlastung.“
In einer Kritik der dpa zum Film heißt es, Das Haus der geheimnisvollen Uhren erzeugt viel Spannung und Grusel und ist dabei immer wieder sehr lustig. Gleichzeitig steckt der Film auch voller Klischees, so tickende Uhren, lebendige Puppen und bedrohlich lachende Clowns, was die typischen Zutaten eines Horrorfilms sind. Jüngeren Zuschauern verlange der Film einiges ab, etwa wenn der böse Zauberer seiner Gruft entsteigt oder wenn die Killerkürbisse zum Leben erwachen und angreifen: „Für Zehnjährige, die schon den einen oder anderen unheimlicheren Film gesehen haben, kein Problem. Ängstlicheren Kindern dürften viele Bilder jedoch Albträume bereiten.“ Insbesondere Jack Black und Cate Blanchett sorgen allerdings dafür, dass der Grusel immer wieder aufgelockert wird, und Black ist in der Rolle des verschrobenen Onkels Jonathan schlagfertig und witzig.

### Kritiken und Einspielergebnis
Über den Haupthandlungsort des Films schreibt Lili Hering in DerStandard.at, das Haus, mehr Geistervilla als ein gewöhnliches Zuhause, ist besser als jeder Jahrmarkt: „Es atmet, knarzt, tickt und heißt Besucher nur willkommen, wenn es sie mag.“ Regisseur Eli Roth, üblicherweise bekannt für Horrorfilme, die nicht menschen- und schon gar nicht kinderfreundlich sind, zeichnet ein Gruselhaus mit Humor, wenn die Möbel herumhüpfen und sich ein Ohrensessel wie ein Haustier benimmt, so Hering. Sie resümiert, Roth erzählt seine erste jugendfreundliche Fantasygeschichte mit Witz und Tempo, einigen Schreckmomenten und mit Liebe zum Detail.
Die weltweiten Einnahmen des Films aus Kinovorführungen belaufen sich auf fast 131,5 Millionen US-Dollar. In Deutschland verzeichnete der Film 329.309 Besucher.

### Auszeichnungen
Art Directors Guild Excellence in Production Design Awards 2019
- Nominierung in der Kategorie Fantasy Film (Jon Hutman)[18]

## Synchronisation
Die deutsche Synchronisation entstand nach einem Dialogdrehbuch von Manuel Straube und nach der Dialogregie von Manuel Straube und Tobias Meister und im Auftrag der Interopa Film GmbH, Berlin.
| Darsteller             | Synchronsprecher      | Rolle               |
| ---------------------- | --------------------- | ------------------- |
| Jack Black             | Tobias Meister        | Jonathan Barnavelt  |
| Cate Blanchett         | Elisabeth Günther     | Florence Zimmerman  |
| Kyle MacLachlan        | Pierre Peters-Arnolds | Isaac Izard         |
| Owen Vaccaro           | Manik Gaschina        | Lewis Barnavelt     |
| Lorenza Izzo           | Marie Bierstedt       | Lewis’ Mutter       |
| Colleen Camp           | Almut Zydra           | Mrs. Hanchett       |
| Vanessa Anne Williams  | Hannah Kunze          | Rosa Rita Pottinger |
| Renée Elise Goldsberry | Maria Koschny         | Selena Izard        |
| Sunny Suljic           | Jaro Haggège          | Tarby Corrigan      |
| Braxton Bjerken        | Elias Kunze           | Woody Mingo         |